# Liste der Kulturgüter in Zuchwil
Die Liste der Kulturgüter in Zuchwil enthält alle Objekte in der Gemeinde Zuchwil im Kanton Solothurn, die gemäss der Haager Konvention zum Schutz von Kulturgut bei bewaffneten Konflikten, dem Bundesgesetz vom 20. Juni 2014 über den Schutz der Kulturgüter bei bewaffneten Konflikten sowie der Verordnung vom 29. Oktober 2014 über den Schutz der Kulturgüter bei bewaffneten Konflikten unter Schutz stehen.
Objekte (zur Kategorisierung siehe unten) der Kategorie A sind im Gemeindegebiet nicht ausgewiesen, Objekte der Kategorie B sind vollständig in der Liste enthalten, Objekte der Kategorie C fehlen zurzeit (Stand: 1. Januar 2023).

## Kulturgüter
| Foto |                                                                 | Objekt                               | Kat. | Typ | Standort                         | Beschreibung |
| ---- | --------------------------------------------------------------- | ------------------------------------ | ---- | --- | -------------------------------- | ------------ |
| ja   | Datei hochladen · Wikidata zu Kantonales Zeughaus (Q13519521)   | Kantonales Zeughaus KGS-Nr.: 04759   | B    | G   | Luzernstrasse 19 608366 / 228284 |              |
| ja   | Datei hochladen · Wikidata zu Schlösschen Emmenholz (Q13519675) | Schlösschen Emmenholz KGS-Nr.: 04760 | B    | G   | Emmenholzweg 73 609635 / 229434  |              |
| ja   | Datei hochladen · Wikidata zu Altes Lindenschulhaus (Q13518950) | Altes Lindenschulhaus KGS-Nr.: 13574 | B    | G   | Hauptstrasse 65 608973 / 228089  |              |
| ja   | Datei hochladen · Wikidata zu Gartencenter Wyss (Q13519117)     | Gartencenter Wyss KGS-Nr.: 13575     | B    | G   | Gartenstrasse 32 609582 / 228417 |              |